# Liste der Monuments historiques in Saint-Jean-Trolimon
Die Liste der Monuments historiques in Saint-Jean-Trolimon führt die Monuments historiques in der französischen Gemeinde Saint-Jean-Trolimon auf.

## Liste der Bauwerke
| Bezeichnung        | Beschreibung | Standort | Kennzeichnung | Schutzstatus | Datum | Bild           |
| ------------------ | ------------ | -------- | ------------- | ------------ | ----- | -------------- |
| Kapelle Notre-Dame |              | (Lage)   | PA00090420    | Classé       | 1907  | weitere Bilder |
| Calvaire           |              | (Lage)   | PA00090421    | Classé       | 1894  | weitere Bilder |

## Liste der Objekte
- Monuments historiques (Objekte) in Saint-Jean-Trolimon in der Base Palissy des französischen Kultusministerium